# The Journal of Chiropractic Education
The Journal of Chiropractic Education é uma revista de acesso aberto, que publica artigos sobre a teoria da educação, métodos, e conteúdos, relevantes para a prática da Quiropraxia. 